# Adenoviridae
Famille
Les Adenoviridae, ou adénovirus, sont une famille de virus qui regroupe une centaine de variétés, dont une quarantaine environ peut infecter l'humain. C'est en 1953 que ceux-ci ont été mis en évidence par Wallace P. Rowe (en) à partir de fragments d'amygdale (qui lui donne son nom, du grec adến : glande, et non de « ADN »).

## Morphologie
Les adénovirus sont des virus possédant de l'ADN double brin linéaire (30 000 à 38 000 paires de bases, pb), les deux brins d'ADN possèdent à leurs extrémités des séquences répétées inversées qui permettent aux molécules monocaténaires (simple brin) de se circulariser (la protéine p55 permet la circularisation). Les adénovirus sont des particules d'un diamètre de 60  à   90 nm, sans enveloppe, à capside icosaédrique formée de 252 capsomères (240 hexons (en) et 12 pentons). Les capsomères situés aux sommets de l'icosaèdre sont des pentons prolongés par une fibre de longueur variable et terminée par l'antigène Y, responsable de la propriété d'hémagglutination.

### Protéines de la capside
L’hexon est constitué de trois chaînes de polypeptides II. Les polypeptides VI, VIII et IX forment les liaisons entre les capsomères. La base du penton est constituée de cinq polypeptides III et la fibre de trois polypeptides IV.

### Protéines de core
Les polypeptides VII sont des analogues d’histones, ils se complexent avec l'ADN. Les polypeptides V entourent le complexe ADN-VII et le relient à la capside.

## Type
52 sérotypes ont été identifiés, classés en 7 sous-groupes, appelés de A à G.

## Cycle viral
Le cycle viral complet dure de 30 à 36 heures et se termine par la libération d'environ 10 000 particules virales après lyse de la cellule infectée. Ce rendement, très impressionnant, varie cependant d'un sérotype à un autre et du type cellulaire infecté. Le cycle se divise en trois étapes, une phase précoce correspondant à l'attachement et à l'entrée du virus, suivi d'une phase de réplication de l'ADN viral et de production des protéines virales et d'une phase tardive d'assemblage et de libération des virions.

### Phases précoces
Le cycle viral débute par l'attachement de la particule virale à la cellule hôte et à son internalisation dans cette dernière.
La phase précoce peut être décrite par les différentes étapes suivantes :
- adsorption : la fibre du virion est responsable de l’attachement cellulaire ;
- pénétration par endocytose ;
- décapsidation
  - perte des pentons près de la membrane plasmique,
  - perte des hexons près de la membrane nucléaire,
  - l'ADN pénètre dans le noyau,
- expression des gènes précoces

#### L'entrée du virus
L'entrée de l'adénovirus a beaucoup été étudiée pour les sérotypes 2 et 5 (appartenant à la famille C des adénovirus humains). Cette entrée est séquentielle et repose sur l'interaction avec des protéines cellulaires. Pour les adénovirus de sérotype 2 et 5, la fibre de la particule virale est responsable de l'attachement à la cellule hôte via le récepteur CAR (Coxsackie and Adenovirus Receptor (en)) ). Ce récepteur est commun aux virus Coxsackie B3 de la famille des Picornaviridae et aux adénovirus de la famille A, C, E et éventuellement D. CAR est une glycoprotéine transmembranaire de 46 kilodaltons appartenant à la superfamille des immunoglobulines. Cette protéine est exprimée sur un large spectre de type cellulaire expliquant le large tropisme des adénovirus. La protéine CAR est impliquée dans l'adhésion intercellulaire au niveau basolatéral des jonctions serrées des épithéliums.
Tous les sérotypes, à l'exception de ceux du sous-groupe B, ont la capacité de se lier à CAR, mais tous n'utilisent pas préférentiellement ce récepteur. Par exemple, l'adénovirus 37, appartenant au sous-groupe D, peut se lier à CAR mais utilise le récepteur CD46 pour infecter les cellules.
Même si l'expression de CAR participe au tropisme de l'Adénovirus in vitro , il n'y a cependant pas de corrélation directe entre le tropisme du virus pour des tissus exprimant fortement CAR in vivo chez la souris. Ceci sous-entend la présence de récepteurs alternatifs qui seraient préférentiellement utilisés in vivo. 
L'attachement de la tête de la fibre au récepteur CAR conduit à un changement de conformation permettant d'exposer le motif RGD (en) (Arginine - Glycine - Acide aspartique) porté sur une boucle à la surface de chaque monomère de la base de penton. Ce motif va ensuite interagir avec les intégrines cellulaires AlphaV Béta1, AlphaV Béta3, AlphaV Béta5, Alpha5 Béta1 et Alpha3 Béta1.
L'exposition des cinq motifs RGD portés par la base de penton (molécule pentamérique) permet l'association simultanée de plusieurs molécules d'intégrines. ce recrutement va initier l'entrée par endocytose dans la cellule.

#### Transport au noyau
Le virus entre dans la cellule par la voie des vésicules à clathrine, puis passe dans les endosomes. Le mécanisme par lequel le virus s'extrait de l'endosome n'est pas encore clairement élucidé, mais des études suggèrent l'implication de la protéine virale VI dans cet échappement. Néanmoins, à la suite de l'acidification des endosomes précoces, les protéines IIIa et VIII se dissocient.

#### Activation des gènes viraux
Les gènes précoces sont divisés en 4 groupes : E1 (A et B), E2 (A et B), E3 et E4.

##### Expression de E1A
E1A code des protéines transactivatrices (en) de la transcription qui agissent au niveau des promoteurs viraux et promoteurs de gènes cellulaires endogènes ainsi que pour des protéines d’autorégulation. Il active l’entrée en phase S. Une protéine de E1A active également le gène qui code la protéine p53 qui induit les mécanismes d’apoptose (p53 est un facteur de transcription qui va activer l'expression du gène de Bax).

##### Expression de E4
Cette région code 7 protéines (minimum) toxiques pour la cellule qui vont induire l’apoptose indépendante de p53. La protéine E4orf6 bloque l’accumulation de p53. E4orf4 se lie à une protéine phosphatase p2a, entraînant la  déphosphorylation d’activateurs de E1A et autres facteurs de transcription, aboutissant à la diminution de l’expression de E4 (autorégulation).

##### Expression de E3
Son expression dépend d’activateurs synthétisés lors de l’expression de E1A et E4. La région E3 permet à la cellule infectée d’échapper au système immunitaire, elle contrecarre les défenses innées. E3 code une protéine qui s’associe aux molécules CMH de classe I. Cette protéine empêche que ces molécules soient exprimées à la surface de la cellule. E3 code aussi plusieurs protéines qui interfèrent avec l’inflammation (Tumor Necrosis Factor ou facteur de nécrose tumorale). Ces protéines de E3 viennent empêcher la fixation du TNF sur son récepteur. Une protéine de la région E3 produite très tardivement jouerait un rôle dans la destruction de la cellule.

##### Expression de E1B
E1B a une fonction anti-apoptotique. E1B s'exprime quasi simultanément avec E3 et code la protéine p55k qui se lie a p53 et l'inactive, et pour la protéine p19k, un équivalent fonctionnel de Bcl-2 (la protéine Bcl2 empêche l'homodimérisation de Bax, et l'homodimérisation de Bax permet l'activation de la caspase qui active à son tour l'endocaspase qui digère l'ADN). E1B bloque également l'apoptose induite par les produits d'E4 (nécessité d'un délai : le virus doit avoir du temps pour synthétiser ses particules virales). E1B19k serait inhibée tardivement par la protéine d'E3 qui joue un rôle dans la destruction de la cellule, la protéine p19k étant inhibée, Bax est actif et induit l'apoptose.

##### Expression de E2
Son expression, comme celle de E3, dépend d'activateurs produits par E1A et E4. Cette région E2 est impliquée dans la réplication de l'ADN viral. E2A code une DNA binding protein (DBP) p72 qui recouvre l'ADN monocaténaire néo-synthétisé et le protège de l'activité des nucléases cellulaires. E2B code une protéine terminale p55 liée de façon covalente aux extrémités 5’ de l'ADN bicaténaire et sert d'amorce à la réplication.

### Réplication
Un des brins va être copié de façon continue de 5’vers 3’. L'autre brin est déplacé et recouvert par une protéine : la DBP (DNA Binding Protein) p72. Plusieurs fourches de réplication peuvent se suivre. On obtient des brins bicaténaires et monocaténaires. Ces derniers vont se circulariser grâce à des séquences répétées inversées a et a'.

### Phases tardives
Les gènes tardifs sont regroupés sous un seul opéron et se décomposent en 3 familles : L1, L2 et L3. La transcription s'effectue à partir de ce promoteur unique. Le regroupement de plusieurs gènes sous la régulation d'un seul promoteur permet une expression simultanée des protéines tardives. Les ARNm tardifs vont être traduits en protéines du core, de la capside et protéines des fibres.
L'assemblage se fait dans le noyau, donc les protéines de structure doivent migrer dans le noyau. Les produits des régions d'E3 et d'E4 induisent l'apoptose, la cellule est lysée et les virions libérés.

## Pouvoir pathogène
Ils sont capables d'infecter des cellules à division lente et se multiplient dans l'œil, l'appareil respiratoire et l'appareil digestif. Le pouvoir pathogène des adénovirus s'exerce principalement sur l'appareil respiratoire. La transmission peut être :
- directe : par voie aérienne ;
- indirecte : conjonctivite des piscines.

Ils sont excrétés par les selles de façon prolongée. Ils sont responsables de pharyngites, d'angine et de pneumonies, mais aussi de conjonctivites. Certains sérotypes (40, 41), lorsqu'ils sont déglutis, peuvent causer des gastro-entérites (1 à 9 % des gastroentérites chez les enfants). Exceptionnellement, ils peuvent provoquer une encéphalite primaire (et non post ou para-infectieuse), sévère chez l'enfant et l'immunodéprimé.
Les adénovirus peuvent aussi provoquer des dermatoses érythémateuses (Acrodermatite papuleuse infantile de Gianotti-Crosti). Les corps apoptotiques contenant des particules virales sont transmis aux cellules adjacentes par endocytose. On estime que 50 % des infections à adénovirus sont asymptomatiques.
Les anticorps apparaissent dès l'enfance, cependant, la multitude des types (plus de 42 chez l'humain) fait que l'on peut avoir des gastroentérites à répétition. À l'âge de 4 ans, 85 % des enfants ont développé une immunité contre l'adénovirus de type entérique.

## Historique
Le mastadénovirus humain C, responsable d'infections respiratoires bénignes, a été identifié chez un humain daté d'environ 31 000 ans. L'analyse génétique de ces souches anciennes suggère une présence du virus prédatant l'apparition de l'homme moderne.

## Liste des genres
Selon ICTV (20 juillet 2021) :
- genre Atadenovirus
- genre Aviadenovirus
- genre Ichtadenovirus (en)
- genre Mastadenovirus
- genre Siadenovirus (en)
- genre Testadenovirus